# フランシスコ・ピサロ

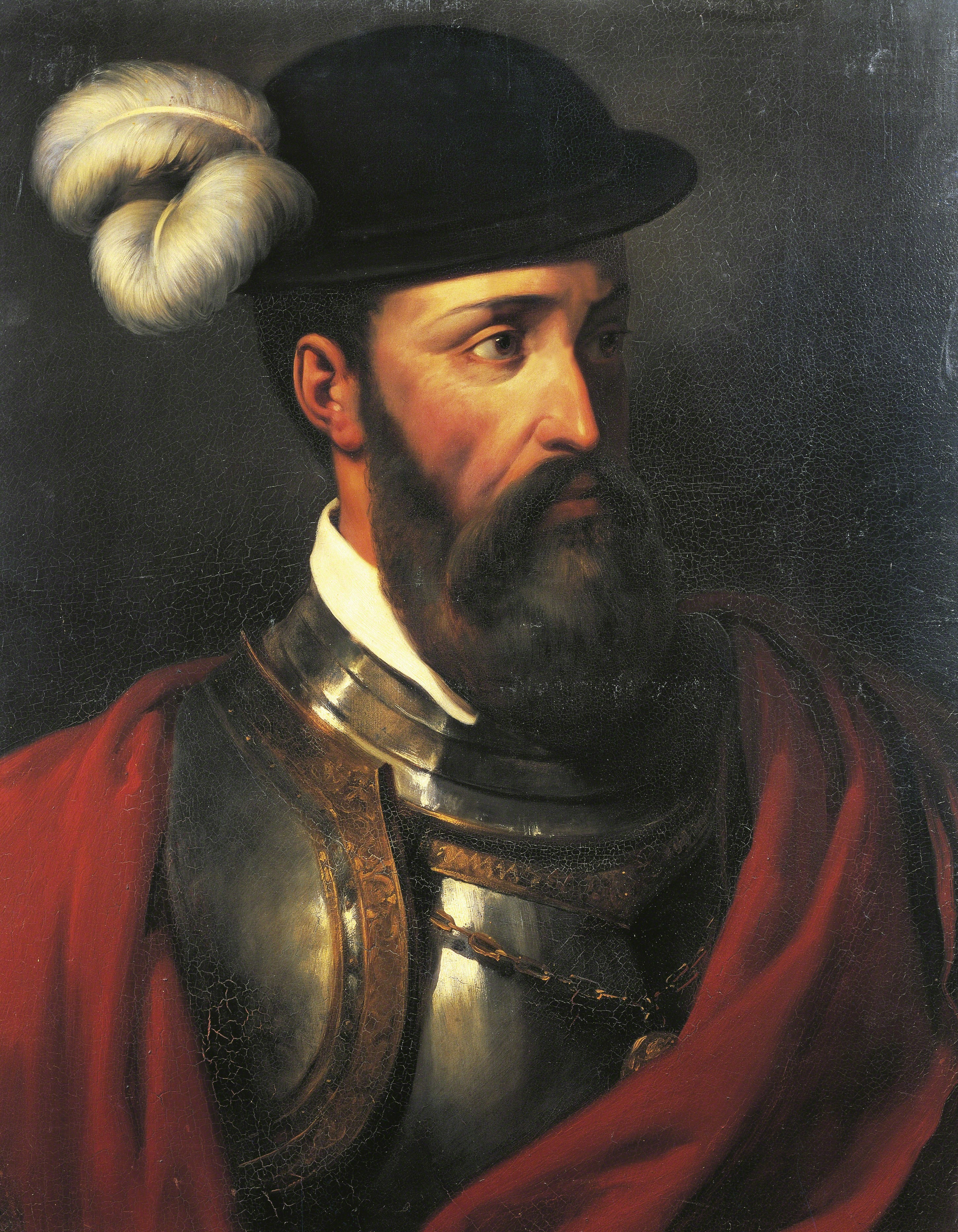
フランシスコ・ピサロ

フランシスコ・ピサロ（スペイン語: Francisco Pizarro、1470年頃 - 1541年6月26日）は、スペインの軍人、探検家、コンキスタドール。ペルーのインカ帝国を征服したことで有名である。

## 生涯
カスティーリャ王国エストレマドゥーラのトルヒージョの生まれで、父はゴンサロ・ピサロ、母はフランシスカ・モラレス。父は軍人で小貴族、母は召使であったといわれる。教育されず、文字も知らないままで育った。
1498年から1502年にかけてイタリア戦争に参加した後、1502年にニコラス・デ・オバンド総督の着任航海でエスパニョーラ島へ渡る。1513年にバルボアのパナマ遠征に同行し、太平洋に到達。ペルラス諸島滞在中に黄金郷ペルーの情報を得て、探検家ディエゴ・デ・アルマグロと共に、1524年と1526年の二度にわたり南アメリカを探検し、苦労の末、都市トゥンベスまで進んだ。その都市は、広大な領土を保有する国の一部であることを発見した。
1528年にスペインに戻り、カルロス1世（後の神聖ローマ皇帝カール5世）からペルー支配の許可を取った。征服の権利や搾取の特権、貴族の位も得て、ヌエバ・カスティーリャの総督に任命され、4人の兄弟たちと募集した兵士とともに1530年、パナマに戻った。
1531年には約180人の手勢と37頭の馬を率いてパナマを出港し、ペルーへの侵入を開始した。サン・マテオ島で騎馬隊を下船させ、トゥンベスまで南下し、サン・ミゲル・デ・ピウラを建設した。その後、インカ皇帝アタワルパを追って南進した。1532年にカハマルカでアタワルパと会見し、その場で生け捕りにした。アタワルパの身代金として莫大な貴金属を受け取ったが、アタワルパが存在する限り先住民が彼をリーダーに担いで反乱を起こす可能性があると判断し、約束を反故にして、1533年7月26日処刑を敢行した。アタワルパは自身を「太陽の子」と信じ、いつか復活して報復すると誓いつつ死んで行ったと言う。その後もピサロはインカ帝国の分裂を巧みに利用しながら進撃し、11月にはインカ帝国の首都であるクスコに無血入城した。インカ帝国を滅ぼしクスコを制圧したが、敵対するインディオの大軍に包囲されていたため、パナマなどのスペイン人居留地と接触しやすい沿岸地域に町を建設する必要があったことから、1535年6月に「シウダー・デ・ロス・レイェス(諸王の都)」(現在のリマ市)を建設した。
しかしその支配地の分配、特にクスコの領有権をめぐってディエゴ・デ・アルマグロと対立し始め、1537年から内戦が始まった。1538年4月にサリナスの戦いでアルマグロを破り処刑した。戦いに勝利したピサロではあったがスペイン本国の支持を失い、1536年にはカルロス1世にアタワルパを無実の罪で処刑したとして死刑を宣告され、結局1541年6月26日にアルマグロの遺児一派にリマで暗殺された。埋葬されなかったピサロの遺体はミイラとしてリマ大聖堂に現在も遺されている。

## スペインとペルーでの評価
母国スペインでは英雄で、1992年から2002年のユーロ導入までスペインで発行されていた最後の1000ペセタ紙幣の裏面に肖像が使用されていた（表面はエルナン・コルテス）。
一方、ペルーではリマ建都400周年を記念に1935年にピサロの故郷のスペイン・エストレマドゥーラからリマ市に贈られたピサロの騎馬像は、最初は大聖堂の前に置かれていたが、市民の反発で1952年に道一本隔てた大統領府前のアルマス広場の片隅に移された。その後、1990年代に再度反対運動が起こって、2004年、リマ市長の命令により「国民感情にそぐわない」との理由で撤去され、跡地にはペルーの旗が掲げられた。騎馬像は今、リマ市内の旧市街のリマック川沿いの城塞広場に、台座のない状態で置かれている。

## 登場作品
映画
- ピサロ将軍（1969年、アメリカ、演：ロバート・ショー）

小説
- 『インカ帝国の滅亡』（ジャン・フランソワ・マルモンテル、1992年、岩波文庫）